# Lagarto-rabo-de-abacaxi
O lagarto-rabo-de-abacaxi (Hoplocercus spinosus) é uma espécie de réptil escamado encontrada apenas em áreas abertas do Cerrado e de áreas de transição entre tal bioma e outros adjacentes, como a Amazônia. Uma característica bastante marcante desse animal é posse de uma de uma cauda curta e achatada dotada de escamas espinhosas. Seu dorso exibe uma coloração amarelo escuro e seu comprimento é inferior a 15 cm. Esse vertebrado pertence a um gênero monotípico, isto é, que engloba uma única espécie.

## Etimologia
O significado de seu nome científico remete à língua grega. Nesse idioma, hoplon significa "armadura", "escudo"; enquanto kerkos significa "cauda".

## Nomes populares
Além da nomenclatura vulgar "lagarto-rabo-de-abacaxi", o H. spinosus pode receber outras denominações populares, como truíra-peva, lagarto-pitoco e jacarezinho-da-chapada.

## Comportamento
Trata-se de uma espécie de hábitos noturnos. Durante o dia, são encontrados em pequenas tocas na superfície, deixando a cauda aparente para fora. Quando se sentem ameaçados, inflam o corpo, de modo a pressionar as paredes de seus esconderijos. A dieta desse animal é composta por cupins, besouros, aranhas, escorpiões, gafanhotos, centopeias e formigas e atingem até 105 mm de comprimento do corpo.

## Ameaças à espécie
A devastação do Cerrado põe em xeque a perpetuação das populações locais. Embora a distribuição desses animais seja abrangente nesse bioma, o que reduz a probabilidade de extinção da espécie, a rápida transformação do Cerrado em Minas Gerais eleva as chances de desaparecimento do H. spinosus.
Com o intuito de preservar a espécie, demanda-se trabalhos de campo no território mineiro, os quais propiciariam a obtenção de informações mais aprofundadas acerca do lagarto-pitoco. Não há confirmação da presença desse réptil em unidades de conservação no estado.